# Zell (Esslingen am Neckar)

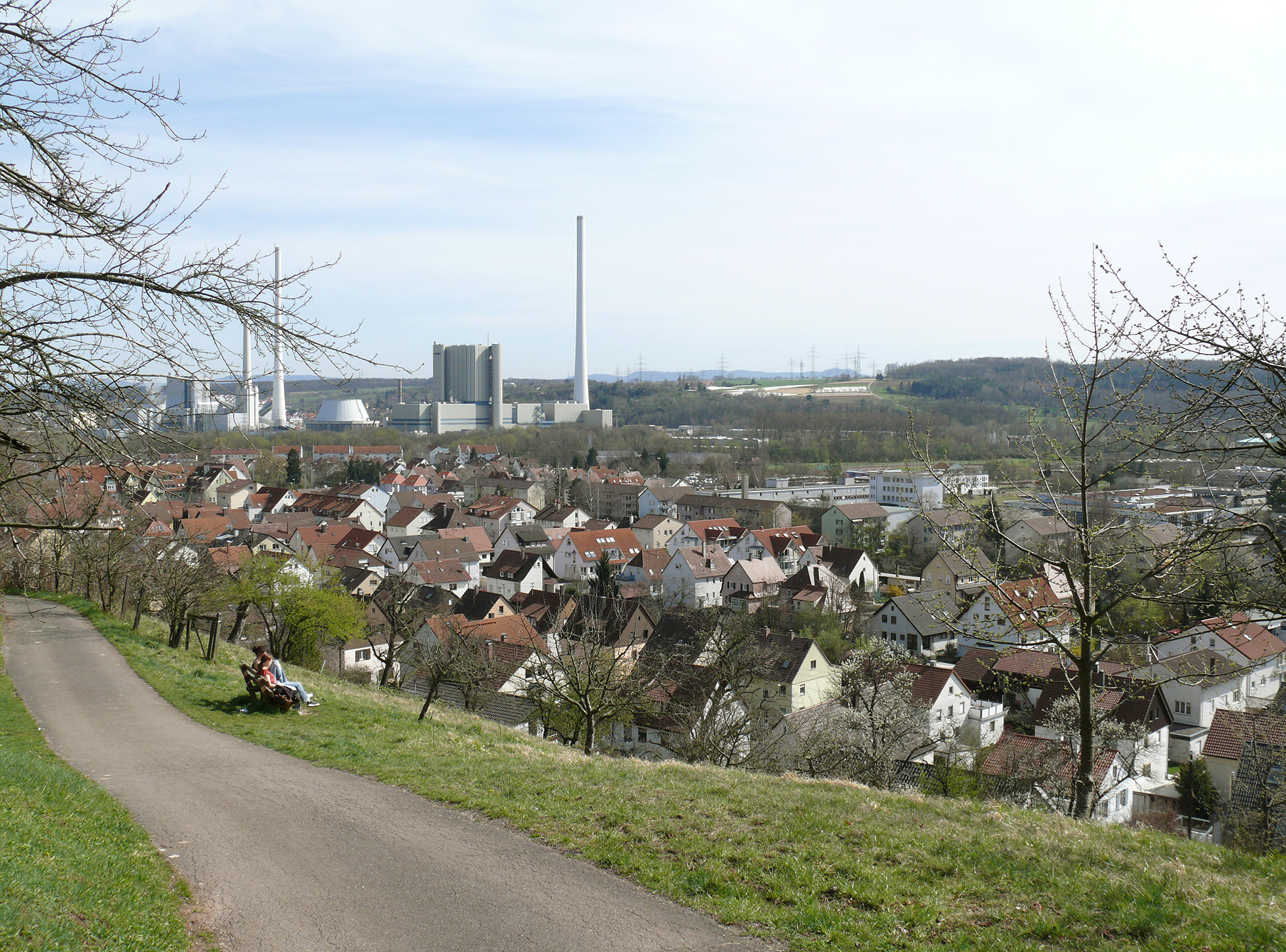
Zell aus nordwestlicher Sicht; im Hintergrund das Kraftwerk Altbach/Deizisau

Zell ist ein Stadtteil von Esslingen am Neckar. Es liegt am östlichen Rand des Stadtgebiets.

## Geschichte
Die ehemals selbstständige Gemeinde Zell am Neckar wurde 1229 erstmals urkundlich erwähnt. Im 13. Jahrhundert befand sie sich im Besitz der Grafen von Aichelberg.
Am 1. Juli 1974 wurde Zell nach Esslingen eingemeindet. Bestandteil des Vertrags war der Erhalt einer eigenen Ortsverwaltung im Rathaus von Zell.

## Wappen
Das Zeller Wappen zeigt in Rot einen aus dem linken Schildrand hervorbrechenden bekleideten silbernen Arm, dessen naturfarbene Hand ein schräglinks gerichtetes silbernes Schwert hält.

## Politik
In Zell wurde am 13. Juni 2004 zum letzten Mal ein Ortschaftsrat gewählt. Nach Ablauf der Wahlperiode wurde zum 1. September 2009 die Ortschaftsverfassung abgeschafft. Der letzte Ortschaftsrat hatte zwölf Mitglieder gehabt. 
Im Rahmen einer öffentlichen Bürgerversammlung wurde am 25. Juni 2009 der erste Bürgerausschuss Zell mit 15 Sitzen für 3 Jahre gewählt.
Der Ansprechpartner für die Belange des Stadtteils für die Stadtverwaltung und den Gemeinderat von Esslingen ist nun der Bürgerschaft Zell. Auf der Stadtteilebene gestaltet der Bürgerausschuss das kommunale Leben mit. Er ist Mitglied der Arbeitsgemeinschaft der Bürgerausschüsse, diese besteht zum Erfahrungsaustausch und zur Koordination der einzelnen Bürgerausschüsse der Stadt.
Grundlage für die Arbeitsweise und den Aufbau des Bürgerausschusses und der Arbeitsgemeinschaft ist der von der Arbeitsgemeinschaft am 21. Februar 1991 beschlossene Status.
Als Grundlage für die Zusammenarbeit zwischen dem Bürgerausschuss, dem Gemeinderat und der Verwaltung wurde eine Vereinbarung getroffen. Diese wurde von der Arbeitsgemeinschaft am 17. Juli 1990 gebilligt und vom Gemeinderat am 10. Dezember 1990 genehmigt. Im Juni 2000 wurden sowohl der Status als auch die Vereinbarung redaktionell überarbeitet.

## Schulen
- Grundschule Zell
- Berufsschulzentrum Esslingen-Zell. Schulträger ist der Landkreis Esslingen. Das Schulzentrum umfasst die folgenden drei selbständigen Schulen:
  - Friedrich-Ebert-Schule (Gewerbliche Schule)
  - John-F.-Kennedy-Schule (Kaufmännische Schule)
  - Käthe-Kollwitz-Schule (Hauswirtschaftliche Schule)
- Außenstelle Esslingen des Zentrums für Schulqualität und Lehrerbildung (ZSL), ehemalige Landesakademie für Fortbildung und Personalentwicklung an Schulen Standort Esslingen

## Sehenswürdigkeiten
- Die evangelische Pfarrkirche (erbaut im 13. Jahrhundert, 1275 erstmals urkundlich erwähnt[7])

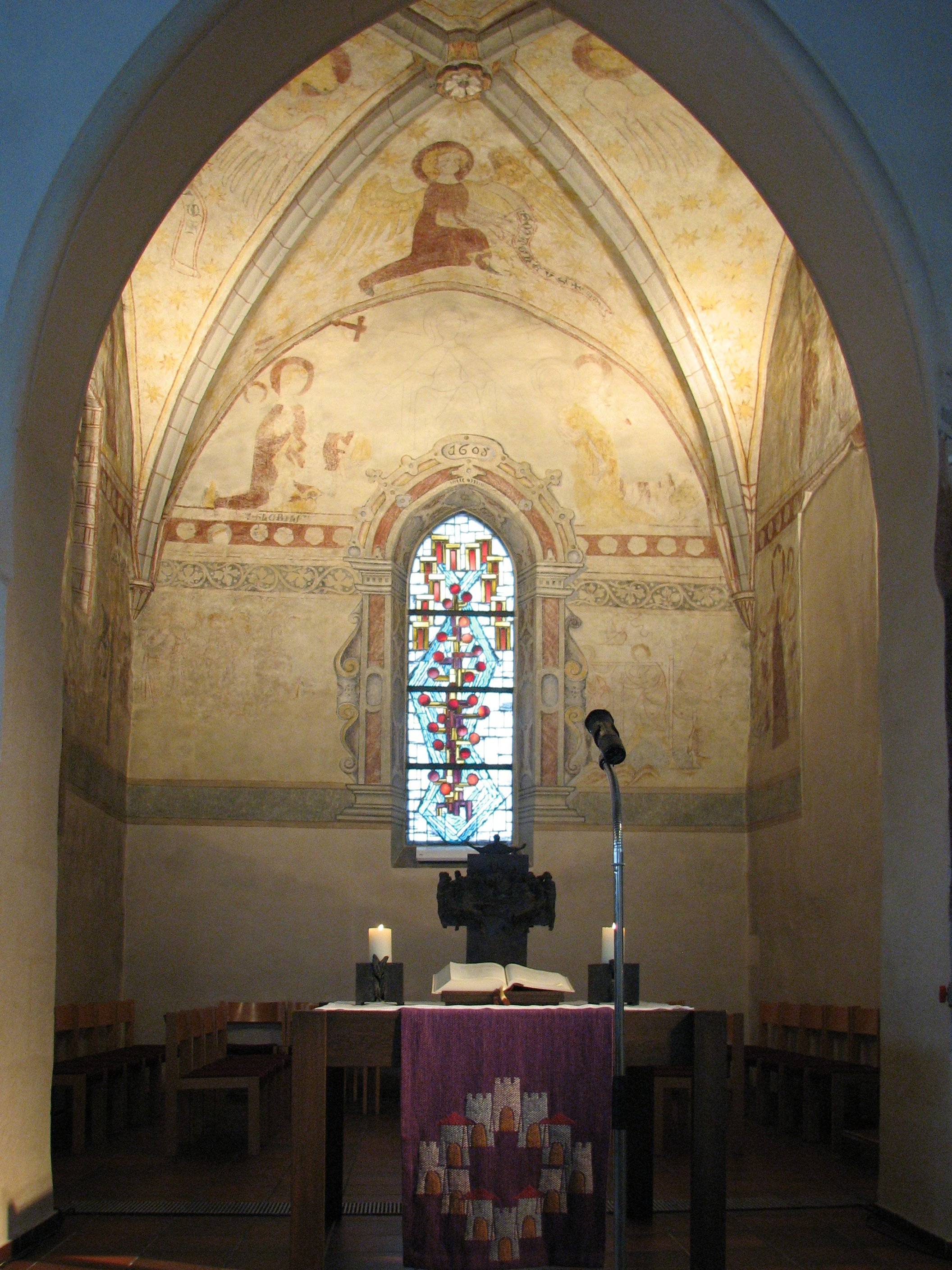
Altarraum der Kirche von Esslingen-Zell